# یک مرد مجرد
یک مرد مجرد (انگلیسی: A Single Man) فیلمی درام آمریکایی و ۱۰۰ دقیقه‌ای به کارگردانی تام فورد و با بازی کالین فرث در نقش شخصیت اصلی جرج فالکونر، یک استاد دانشگاه انگلیسی‌تبار همجنس خواه که در دهه ۱۹۶۰ در کالیفرنیای جنوبی زندگی می‌کند، شکل گرفته‌است.
فیلم براساس رمانی به همین نام اثر کریستوفر ایشروود محصول سال ۲۰۰۹ کشور ایالات متحده است. دیگر بازیگران این فیلم عبارتند از جولیان مور، متیو گود و نیکلاس هولت. یک مرد مجرد نخستین فیلم سینمایی فورد محسوب می‌شود. این فیلم برای اولین بار در جشنواره بین‌المللی فیلم تورنتو ۲۰۰۹ روی پرده رفت.

## جوایز
فیلم نامزد جایزه شیر طلایی بود و کالین فرث جایزه بهترین بازیگر مرد را از آن خود کرد.